# BEST TIME cover
『BEST TIME cover』（ベスト・タイム・カバー）は、日本のガールズ・デュオ「BESTIEM」のカバーアルバム。
2018年12月26日にBrand-New Musicからリリース。音楽クリエイター 伊秩弘将 提供の楽曲「Body & Soul」をはじめとする全8曲収録。

## 背景・制作
前作『BESTIEM (アルバム)』から1年7ヶ月ぶりとなる、リリースとしては2枚目となるアルバム。
2018年より、メンバー自身が選んだ思い入れのあるカバー曲をライブで披露するようになり、8月から月一ペースで順次配信開始。本作は、その集大成として纏めたカバー作品となっている。表題は、ユニット名を分割してもじったもの。
編曲は「アワーソングスクリエイティブ」所属のクリエイター 佐久間誠および、木太歩美（Ayu）が担当した。

## カバー
カバーは以下全8曲。
- 「Body & Soul」（1996年）
ダンス&ボーカルグループ「SPEED」のデビューシングル。BESTIEMとも関係が深い音楽クリエイター、伊秩弘将が提供。

- 「君じゃない誰かなんて〜Tejina〜」（2011年）
コーラス・グループ「DEEP」の6thシングル。

- 「WINDING ROAD」（2007年）
絢香とコブクロが組んだスーパーユニット「絢香×コブクロ」のデビューシングル。

- 「Beauty and the Beast」（1991年）
米ディズニー映画『美女と野獣 (1991年版) / (2017年版)』のテーマ曲。

- 「I LOVE YOU」（2014年）
米国のJ-POP歌手「クリス・ハート」の2ndシングル。古橋舞悠ソロ収録。

- 「もらい泣き」（2002年）
台湾のシンガーソングライター「一青窈」のデビューシングル。関谷真由ソロ収録。

- 「LA・LA・LA LOVE SONG」（1996年）
Jソウルシンガー「久保田利伸」が、ナオミ・キャンベルとコラボした16thシングル。

- 「ラスト・クリスマス」（1984年）
英国の世界的ポップ・デュオ「ワム!」の10thシングル。

## リリース / プロモーション
リリース関連の企画
特典企画
各ライブ会場やインストアイベントなどで条件を満たした購入者に、オリジナルフォト・個別サイン・個別チェキ・オリジナルポスターなどの特典が付く。
アルバムのプロモーションで、以下のメディアに出演した。
配信番組
- 梅酒の休肝日（2018年12月18日、SHOWROOM）

ラジオ番組
- FANTASY RADIO（2018年12月21日、FM NACK5）
- カメレオンパーティー（2018年12月23日、FM NACK5）
- もしかしてどぶろっくだけど（2018年1月10日 / 11日、NBCラジオ佐賀、NBCラジオ長崎 / JRTラジオ四国放送） - 関谷のみ

## ミュージック・ビデオ
DEEP「君じゃない誰かなんて〜Tejina〜」のミュージック・ビデオが制作され、フルバージョンをYouTubeで公開。

## ライブ・パフォーマンス
発売記念インストアイベント・ミニライブを、以下の日時・場所で実施した。
カバーアルバム『BEST TIME cover』発売記念ミニライブ (2018年・2019年)
- 12月26日・1月9日 タワーレコード川崎
- 12月27日・1月5日 HMVエソラ池袋
- 12月28日・1月6日 タワーレコード横浜ビブレ
- 12月29日 TOWERminiダイバーシティ東京
- 1月10日 HMV＆BOOKS SHIBUYA
- 1月11日 ラゾーナ川崎プラザ
- 1月12日 タワーレコードららぽーと立川立飛

客演・ライブイベント
ワンマンライブを含む、以下のイベントに出演（直近のみ）。
- KUJIRA vol.8（2018年11月18日、渋谷LOUNGE NEO）
- EXmeeting!!（2018年12月21日、新宿MARZ）
- モアザンヘヴン23 〜冬フェス2018〜（2018年12月23日、新宿STAR CRANE）
- BESTIEM LIVE 2018「Besties night」(2018年12月25日、六本木BIRDLAND)
- IJICHI's Living Door（2019年1月8日、恵比寿天窓.switch）

## 収録トラック
| #         | タイトル                           | 作詞                       | 作曲                               | 編曲            | 時間  |
| --------- | ---------------------------------- | -------------------------- | ---------------------------------- | --------------- | ----- |
| 1.        | 「Body & Soul」                    | 伊秩弘将                   | 伊秩弘将                           | Ayu（木太歩美） | 4:44  |
| 2.        | 「君じゃない誰かなんて〜Tejina〜」 | マシコタツロウ             | マシコタツロウ                     | 佐久間誠        | 5:27  |
| 3.        | 「WINDING ROAD」                   | 絢香、小渕健太郎、黒田俊介 | 絢香、小渕健太郎、黒田俊介         | 佐久間誠        | 5:00  |
| 4.        | 「Beauty and the Beast」           | ハワード・アッシュマン     | アラン・メンケン                   | 佐久間誠        | 3:53  |
| 5.        | 「I LOVE YOU」                     | H.U.B、坂詰美紗子          | 坂詰美紗子                         | 佐久間誠        | 5:13  |
| 6.        | 「もらい泣き」                     | 一青窈                     | 溝渕大智、マシコタツロウ、武部聡志 | 佐久間誠        | 4:53  |
| 7.        | 「LA・LA・LA LOVE SONG」           | 久保田利伸                 | 久保田利伸                         | Ayu（木太歩美） | 4:31  |
| 8.        | 「ラスト・クリスマス」             | ジョージ・マイケル         | ジョージ・マイケル                 | 佐久間誠        | 3:54  |
| 合計時間: | 合計時間:                          | 合計時間:                  | 合計時間:                          | 合計時間:       | 37:35 |